# Guy Verhoeven
Guy Verhoeven (Antwerpen, 18 maart 1938 - aldaar, 31 juli 2020) was een Belgisch hockeyer.

## Levensloop
Verhoeven was aangesloten bij Royal Beerschot THC. Daarnaast was hij actief bij het Belgisch hockeyteam. In deze hoedanigheid nam hij onder meer deel aan de Olympische Zomerspelen van 1964. In totaal verzamelde hij 18 caps.
Ook was hij actief in het tennis en het squash. Na zijn spelerscarrière werd hij actief als coach bij Beerschot.